# Родик
Родик (словен. Rodik) — поселення в общині Хрпелє-Козіна, Регіон Обално-крашка, Словенія. Висота над рівнем моря: 571,5 м. Розташоване на північний схід від с.Козіна. 